# 파테메 라흐바르

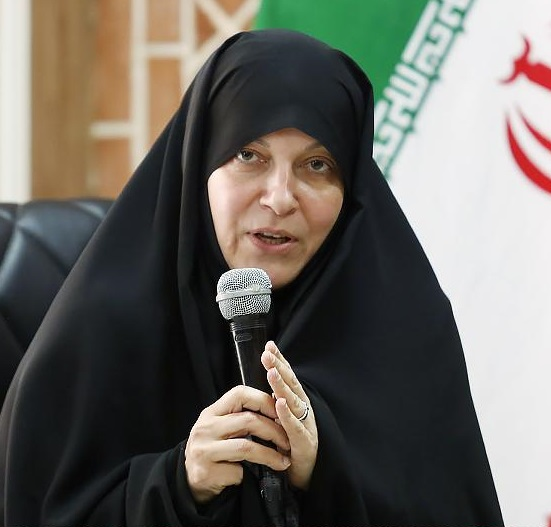
파테메 라흐바르

파테메 라흐바르(Fatemeh Rahbar, 1964년 ~ 2020년 3월 7일)는 이란의 여자 정치인이다. 이란 의회에서 3선을 하여 2004년부터 2016년까지 의원직을 역임했으며, 2020년에 당선되어 취임을 앞두고 코로나바이러스감염증-19로 사망하였다.
라흐바르는 2020년 3월 5일 코로나바이러스감염증-19에 감염되어 혼수 상태에 빠졌다.
라흐바르는 이 질병으로 인한 합병증으로 2020년 3월 7일 사망했다.